# Afonso Soarez Sarraça
Afonso Soarez Sarraça o Sança fue trovador gallego del siglo XIII.

## Biografía
Fue un caballero hijo de Soeyro Ayras de Fornelos y María Afonso (hija bastarda del rey Alfonso IX). Su familia estaba establecida en Cerdedo de Montes, cerca del  monasterio de Oseira con el que se le relaciona. Participó en la reconquista de Sevilla junto con su hermano Pero Soarez. Se casó con Teresa Anes de Deza y tuvo dos hijos.

## Obra
Tan solo se conserva una cantiga de escarnio y maldecir a Teresa López de Ulloa esposa del también trovador Fernan Paez de Talamancos.